# Смерека Антоніна Михайлівна
Антоні́на Миха́йлівна Смере́ка (Баглі́й) (нар. 2 (14) березня 1892, Київ — пом. 29 червня 1981, Харків) — українська акторка, відома за виступами в Молодому театрі Леся Курбаса, «Кийдрамте», театрі «Березіль», Харківському драматичному театрі імені Тараса Шевченка. Заслужена артистка УРСР (1947).

## Творчість
1916 року в числі студентів, які навчались в Музично-драматичній школі Миколи Лисенка, була запрошена в театр-студію, організовану Лесем Курбасем 16.05.1916.
1917—1919 — акторка Молодого театру Леся Курбаса. 15 лютого 1918 року в київській друкарні «Прогрес» було надруковано статут Товариства на вірі «Молодий театр у Києві». Антоніна Смерека була названа серед його фундаторів.
1919—1920 — працює в Першому театрі УРСР імені Шевченка.
1920—1921 — Київський драматичний театр (Кийдрамте).
У 1922 закінчує Державний музично-драматичний інститут імені М. В. Лисенка.
1922—1934 — театр «Березіль» (Київ, з 1926 — Харків).
1935—1951 — акторка Харківського драматичного театру імені Тараса Шевченка.

## Ролі
- Крістабель («У пущі» Лесі Українки, прем'єра в Молодому театрі 3 грудня 1918)[5]
- Жінка Лейби («Гайдамаки» за Т. Шевченком, інсценізація Л. Курбаса)[6]
- Баба («Вертеп», прем'єра в Молодому театрі — грудень 1918)
- Зачепиха («Дай серцю волю, заведе в неволю» М. Кропивницького, 1936)
- Голда («Тев'є-молочник» за Шолом-Алейхемом, 1940)
- Палажка («Талан» Старицького, 1941)
- Дружина Батлука («Кубанці» С. Бондарчука)
- Марія Тарасівна («Платон Кречет» О. Корнійчука)
- Марфа («Правда» О. Корнійчука)
- Агафія Тихонівна («Одруження» М. Гоголя)
- Фру Лінде («Нора» Ібсена)

## Вшанування пам'яті
У травні 2023 року колишній провулок Кулібіна у Святошинському районі Києва отримав нову назву на честь Антоніни Смереки..